# Ramona Pérez
Ramona Pérez ist eine US-amerikanische Anthropologin, die als Professorin an der San Diego State University (SDSU) forscht und lehrt. Dort ist sie zugleich Direktorin des Zentrums für Lateinamerikastudien und Vorsitzende der Aztec Identity Initiative. 2021 bis 2023 amtierte sie als Präsidentin der American Anthropological Association (AAA).
Pérez machte 1992 ihr Bachelor-Examen (Archäologie und Linguistik) an der SDSU und 1995 das Master-Examen (Anthropologie, Archäologie und Linguistik) an der University of California, Riverside, wo sie 1997 zur Ph.D. (Anthropologie) promoviert wurde. Danach war sie vier Jahre Assistant Professor an der University of North Texas und wechselte anschließend an die SDSU, wo sie anfangs Assistant Professor, dann 2006 Associate Professor wurde und seit 2012 Full Professor ist.
Pérez arbeitet seit mehr als 25 Jahren zu den Themen Gender und Empowerment, Bleivergiftung bei der ländlichen und indigenen Bevölkerung von Oaxaca, Migration aus Mexiko und Mittelamerika in die USA und nach Baja California, zwischenmenschliche Gewalt gegen Frauen und Kinder, strukturelle Gewalt und Gesundheit sowie Identität bei indigenen Mexikanern und anderen Latinos auf beiden Seiten der Grenze zwischen den Vereinigten Staaten und Mexiko.